# 旧县镇 (上杭县)
旧县镇是中国福建省龙岩市上杭县下辖的一个镇。

## 历史沿革
2012年1月，旧县乡更名为旧县镇。

## 行政区划
旧县镇共辖19个行政村，分别是：
新坊村、石院村、扁山村、福村村、河东村、龙溪村、全坊村、坝上村、河西村、尧埔村、兰田村、铁场村、铁东村、石圳村、角龙村、迳美村、谷坑村、梅溪村、水东村。